# John Watkinson Douglass
John Watkinson Douglass (* 25. Oktober 1827 in Philadelphia, Pennsylvania; † 21. August 1909 in Kent, Connecticut) war ein US-amerikanischer Politiker. Zwischen 1889 und 1893 war er als Präsident des Board of Commissioners Bürgermeister der Bundeshauptstadt Washington, D.C.

## Werdegang
Nach einem Jurastudium und seiner Zulassung als Rechtsanwalt begann John Douglass in diesem Beruf zu arbeiten. Später war er für die Bundesfinanzverwaltung tätig. Zwischen 1862 und 1869 war er Leiter des 19. Bundesfinanzbezirks in Pennsylvania (Collector of Internal Revenue for the 19th Pennsylvania District); von 1871 bis 1875 bekleidete er das Amt des Bundessteuerbeauftragten (Commissioner of Internal Revenue).
Die Parteizugehörigkeit von John Douglass ist nicht überliefert. Im Jahr 1889 wurde er Mitglied des aus drei Personen bestehenden Gremiums Board of Commissioners, das die Stadt Washington regierte. Innerhalb dieser Gruppe wurde er zum Vorsitzenden bestimmt. In dieser Eigenschaft übte er faktisch das Amt des Bürgermeisters aus, auch wenn dieser Titel zwischen 1871 und 1975 offiziell nicht benutzt wurde. Dieses Amt bekleidete er zwischen 1889 und 1893. Nach dem Ende seiner Zeit als Leiter des Board of Commissioners der Stadt Washington ist er politisch nicht mehr in Erscheinung getreten. Er starb am 21. August 1909 in Kent und wurde auf dem Oak Hill Cemetery in Washington beigesetzt.